# Ranuncle arvense

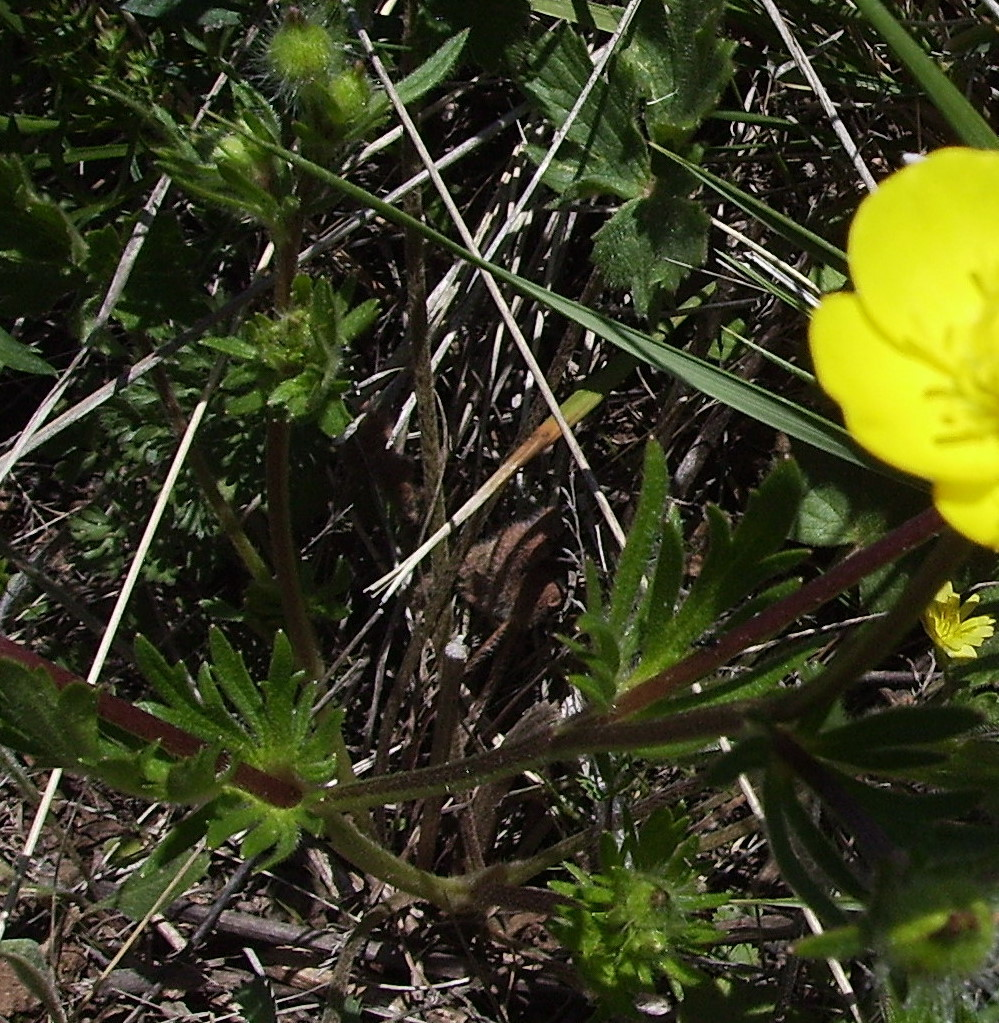
Fulles de ranuncle arvense

El ranuncle arvense o botó d'or arvense (Ranunculus arvensis) és una espècie de planta del gènere ranuncle de distribució holàrtica i també present a tots els Països Catalans excepte Eivissa-Formentera.
És un teròfit de 15 a 40 cm d'alt, floreix de març a juliol. Les fulles inferiors són cuneïformes, dentades o lobulades, les fulles superiors estan profundament dividides en segments lanceolato-linears. Herba d'un verd clar, més o menys pubescent, flors de 4 a 15 mm de diàmetre, d'un groc clar.
El seu hàbitat són els camps de cereals, del litoral a l'estatge montà. Viu des del nivell del mar als 1300 metre d'altitud.